# Activo diferido
Activo diferido también conocido como cargo diferido representa el costo y gasto que no se cargan en el período en el cual se efectúa el desembolso sino que se pospone para cargarse en períodos futuros de balance, los cuales se beneficiaran con los ingresos producidos por estos desembolsos; aplicando el principio contable de la asociación de ingresos y gastos.
Un activo diferido puede ser un gasto que no ocurre de manera recurrente.

## Mecánica
Para obtener un pago diferido primero es necesario un gasto. Este gasto puede entenderse como salida de recursos de la empresa. Para lograr ser un activo diferido es necesario que sea materializado en el ejercicio contable siguiente.

## Activos diferidos en tarjetas de crédito
Existen algunas tarjetas, como Rappicard, que permiten diferir los pagos de las compras realizadas a partir de cierta cantidad específica. Esto permite hacer una serie de pagos para una sola compra, aún si esta en un principio no estaba especificada para ser pagada a meses.

Véase también
Activo (contabilidad)
Activo financiero